# Niezależny Kościół Filipiński
Niezależny Kościół Filipiński (hiszp. Iglesia Filipina Independiente) – Kościół starokatolicki, działający prawnie na terenie Filipin, USA i Kanady, będący członkiem Światowej Rady Kościołów, Konferencji Chrześcijańskiej w Azji oraz Narodowej Rady Kościołów na Filipinach. Jest drugim co do wielkości (po Kościele rzymskokatolickim) związkiem wyznaniowym na Filipinach (2,6% ogółu ludności Filipin). Organem prasowym wspólnoty jest Ang Tagapunla („Siewca”). Zwierzchnikiem kościoła jest bp najwyższy Ephraim Fajutagana y Servanez.

## Historia

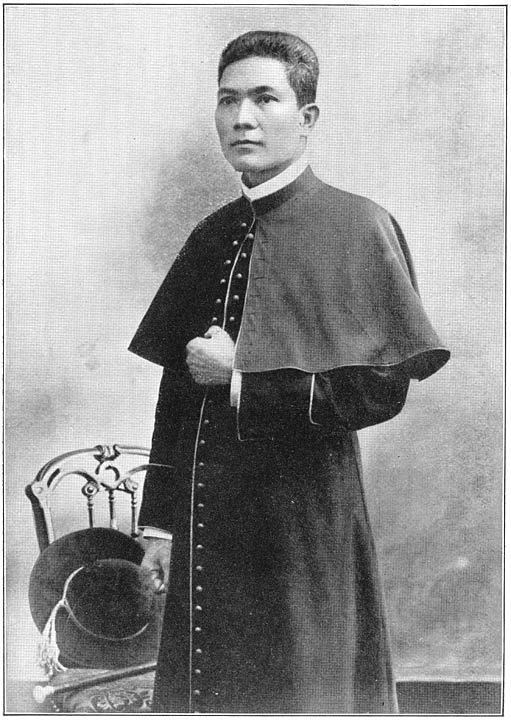
Biskup Gregori Aglipay y Labayon

W roku 1521 portugalski odkrywca Ferdynand Magellan przybył na Filipiny i przyłączył je do Królestwa Hiszpanii. Kościół katolicki rozpoczął pracę misyjną na Filipinach w 1565 roku, kiedy augustiańscy misjonarze przybyli wraz z armią hiszpańską. W ciągu kilku lat większość ludności została ochrzczona. W XVII wieku na ziemie filipińskie przybyli także franciszkanie i jezuici. Kościół szybko stał się integralną częścią rządu kolonialnego. W roku 1898 na Filipinach wybuchło powstanie przeciwko Hiszpanom. W okresie rewolucji rozpoczęła się także walka z kolonialistycznym Kościołem. W konflikcie uczestniczyły Stany Zjednoczone, w efekcie czego przejęły one kontrolę nad krajem.
Po przegranej rewolucji misjonarze hiszpańscy musieli opuścić kraj, nieliczni katolicy filipińscy zostali osamotnieni, pozbawieni kierownictwa duchowego z powodu niewielkiej grupy rodzimych kapłanów, którzy nie byli w stanie zapewnić sobie szacunku wśród własnej ludności ze względu na przywiązanie do Kościoła reżimowego. W wyniku tego ksiądz katolicki Gregorio Aglipay y Labayon postanowił zorganizować krajowy i niezależny Kościół katolicki, który do dziś opiera się na połączeniu katolicyzmu z nacjonalizmem filipińskim.

## Dialog ekumeniczny
Silne związki zostały wypracowane ze Wspólnotą anglikańską i Unią Utrechcką Kościołów Starokatolickich, które ostatecznie doprowadziły do pełnej komunii. W 1999 roku zawiązano interkomunię z Wielkim Kościołem Chrystusa na Filipinach.

## Nauka Niezależnego Kościoła Filipińskiego
W sprawowaniu świętych czynności posługuje się kalendarzem liturgicznym roku kościelnego i językiem hiszpańskim. Najwyższą cześć Kościół oddaje Bogu w Trójcy Świętej Jedynemu. Kościół oddaje cześć aniołom, apostołom, męczennikom i świętym, a wśród nich w szczególny sposób Maryi Pannie. Kościół uznaje tradycyjne 7 sakramentów, zgodnie z nauką Kościoła katolickiego. Eucharystia sprawowana jest pod dwiema postaciami: Ciała i Krwi Pańskiej. Wierni wierzą jednak, że chleb i wino, pozostają tylko symbolami podczas Mszy Świętej i nie zmieniają się w rzeczywiste Ciało i Krew Jezusa Chrystusa. W Kościele są sprawowane dwie formy spowiedzi: indywidualna (uszna w konfesjonale) oraz ogólna (sprawowana bądź jako odrębny obrzęd przed ołtarzem, bądź w połączeniu z Mszą Świętą w części zwanej Spowiedzią Powszechną). Do spowiedzi indywidualnej są zobowiązane przystępować dzieci oraz młodzież do sakramentu bierzmowania. Kościół nie uznaje dogmatu o nieomylności papieża oraz odrzuca celibat duchownych. Kościół uznaje trójstopniową władzę święceń kapłańskich: diakonat, kapłaństwo i biskupstwo. Posługa kapłaństwa kobiet jest dopuszczona, chociaż nie jest powszechnie praktykowana. W kwestii moralnej Kościół charakteryzuje się liberalnymi poglądami, nie zabrania swoim wiernym antykoncepcji, a w określonych przypadkach nie potępia również aborcji.

## Najwyższy biskup
Zwierzchnicy Kościoła (noszący tytuł: Najwyższego biskupa) na przestrzeni lat:
- 1902–1940 – bp Gregorio Aglipay y Labayan (ur. 1860, zm. 1940)
- 1940–1946 – bp Santiago Antonio Fonacier y Suguitan (ur. 1885, zm. 1977)
- 1946 – bp Gerardo Bayaca y Medina
- 1946–1971 – bp Isabelo de los Reyes
- 1971–1981 – bp Macario Ga y Vilches (ur. 1900, zm. 1971)
- 1981–1987 – bp Abdias dela Cruz y Rebantad
- 1987–1989 – bp Soliman Ganno y Flores
- 1989–1993 – bp Tito Pasco y Esquillo
- 1993–1999 – bp Alberto Ramento y Baldovino (ur. 1936, zm. 2006)
- 1999–2005 – bp Tomas Millamena y Amabran
- 2005–2011 – bp Godofredo David y Juico
- 2011–2017 – bp Ephraim Fajutagana y Servanez
- 2017–2023 – bp Rhee Timbang y Millena
- od 2023 – bp Joel Porlares y Ocop

## Administracja
Kościół podzielony jest na 40 diecezji, w skład których wchodzą 726 parafie, obsługujące 2218 kaplic i kościołów. Niezależny Kościół Filipiński ma 44 biskupów, 688 kapłanów i 50 diakonów oraz ok. 3 mln wiernych (najwięcej z nich mieszka na wyspie Luzon), będąc uznanym za największy Kościół starokatolicki na świecie. Kościół w swoim zarządzaniu podzielony jest na Radę Biskupów, Radę Kapłanów i Radę Świeckich. Niezależny Kościół Filipiński prowadzi również trzy seminaria duchowne. Siedzibą zwierzchnich władz Kościoła jest Manila.

### Diecezje
| Diecezja                             | Ordynariusz                                |
| ------------------------------------ | ------------------------------------------ |
| Agusans                              | bp Denny D. Dapitan                        |
| Agusuri                              | bp Denny D. Dapitan                        |
| Aklan i Capiz                        | bp Abdias R. dela Cruz                     |
| Antique                              | bp Leon T. Estrella                        |
| Bataan i Bulacan                     | bp Joel C. Porlares                        |
| Batac                                | bp Rosario S. Acoba                        |
| Bilessa                              | bp Vic A. Esclamado                        |
| Cavite                               | bp Pedro C. Ojascastro                     |
| Cebu City i Bohol                    | bp dr Vic Esclamado                        |
| Dagupan                              | bp Hermogenes M. Ranche                    |
| Diganat                              | bp Rhee M. Timbang                         |
| Guimaras                             | bp Tito Vilches                            |
| Iloilo                               | bp Tomas A. Millamena                      |
| Isabela                              | bp Joshua U. Cuarteros                     |
| Koronadal                            | bp Delfin Callao Jr.                       |
| Laguna                               | bp najwyższy Ephraim Fajutagana y Servanez |
| Laog                                 | bp Emiliano Domingo                        |
| Libertad                             | bp Rudy Juliada                            |
| Luisa                                | bp Vermilion C. Tagalog                    |
| Manila                               | bp Bartolome Espartero                     |
| Masbate                              | bp Alger Loyao                             |
| Maquebaca                            | bp Rowel Arevalo                           |
| Mobuca                               | bp Felixberto L. Calang                    |
| Negros Occidental                    | bp Felomino N. Ang                         |
| Negros Oriental i Siquijor           | bp David M. Ga                             |
| Nueva Ecija                          | bp Warlito Baldomero                       |
| Nueva Vizcaya i Quirino              | bp najwyższy Ephraim Fajutagana y Servanez |
| Oroquieta                            | bp Noel B. Lorente                         |
| Ozamis                               | bp Pablito Jarantilla                      |
| Pagadian                             | bp Antonio N. Ablon                        |
| Palawan                              | bp najwyższy Ephraim Fajutagana y Servanez |
| Południowe Mindanao                  | bp Delfin Callao Jr.                       |
| Romblon i Mindoros                   | bp Ronelio V. Fabriquier                   |
| Rizal i Pampanga                     | bp Godofredo David y Juico                 |
| Romblon i Mindoro                    | bp Ronelio V. Fabriquer                    |
| Santiango                            | bp najwyższy Ephraim Fajutagana y Servanez |
| Siagro                               | bp Romeo Tagud                             |
| Wschodnie Stany Zjednoczone i Kanada | bp Robert D. Ilay                          |
| Zachodnie Stany Zjednoczone i Kanada | bp Raul C. Tobias                          |
| Surigao                              | bp Rhee M. Timbang                         |
| Tuguegarao                           | bp Ernesto M. Tamayo                       |
| Wschodni Pangasinan                  | bp najwyższy Ephraim Fajutagana y Servanez |
| Tarlac                               | bp Emmanuel Sampayan                       |
| Zachodnie Mindanao                   | bp Pablito M. Jarantilla                   |
| Zambales                             | bp Joselito T. Cruz                        |
| Katedra Narodowa                     | bp najwyższy Ephraim Fajutagana y Servanez |